# Кольбер де Торси, Жан-Батист
Жан-Бати́ст Кольбе́р, маркиз де Торси (фр. Jean-Baptiste Colbert, marquis de Torcy; 14 сентября 1665, Париж, Франция — 2 сентября 1746, Париж, Франция) — французский дипломат, министр иностранных дел Франции при Людовике XIV.

## Биография
Жан-Батист являлся сыном министра иностранных дел Шарля Кольбера, племянник министра финансов Ж.-Б. Кольбера. Торси был блестящим студентом, уже в 1683 году он получил диплом. В дальнейшем он учился искусству дипломатии у отца, сопровождал его во многих дипломатических миссиях. Кольбер де Торси показал себя настолько способным, что в 1689 году Людовик XIV разрешил ему унаследовать должность министра иностранных дел после смерти отца. Торси унаследовал должность и был министром с 28 июля 1696 года по 23 сентября 1715 года. В 1710 году Торси распорядился создать в Версале архив дипломатического ведомства.
Торси убедил испанского короля Карла II признать герцога Анжуйского, внука Людовика XIV, наследником испанского престола. Во время Войны за испанское наследство он был послан Людовиком XIV на переговоры о мире на встречу с командирами союзников в Гаагу. Также Торси был автором королевского воззвания к французскому народу, в котором Людовик призывал нацию приложить усилия для победы в войне. В заключении войны Торси играл ведущую роль в переговорах, вылившихся в подписание Утрехтского (1713) и Раштаттского (1714) мирных договоров.
После смерти Людовика XIV в 1715 году регент французского королевства Филипп II Орлеанский отстранил Торси от государственной деятельности вопреки завещанию короля, включившего маркиза в регентский совет при малолетнем Людовике XV. В 1721 году Торси возглавил почтовое ведомство. Он написал мемуары и дневник, ставшие ценными источниками по истории внешней политики Франции.

## де Торси иСеверная война
Когда министру иностранных дел Франции Ж.-Б. де Торси сообщили, что мощь русской армии возросла до 80 тысяч солдат, то он ответил, что это — 80 тысяч трусов, которых обратит в бегство и 8 тысяч шведов. Разговор состоялся до Полтавской битвы.

## В искусстве
Маркиз де Торси является персонажем пьесы «Стакан воды» Эжена Скриба. Присутствует также в её экранизациях:
- Стакан воды (фильм, 1957) — телеспектакль Малого театра, маркиза сыграл Владимир Вилль.
- Стакан воды (фильм, 1979) — телефильм Юлия Карасика, маркиза сыграл Игорь Дмитриев.